# Bernhard Romberg

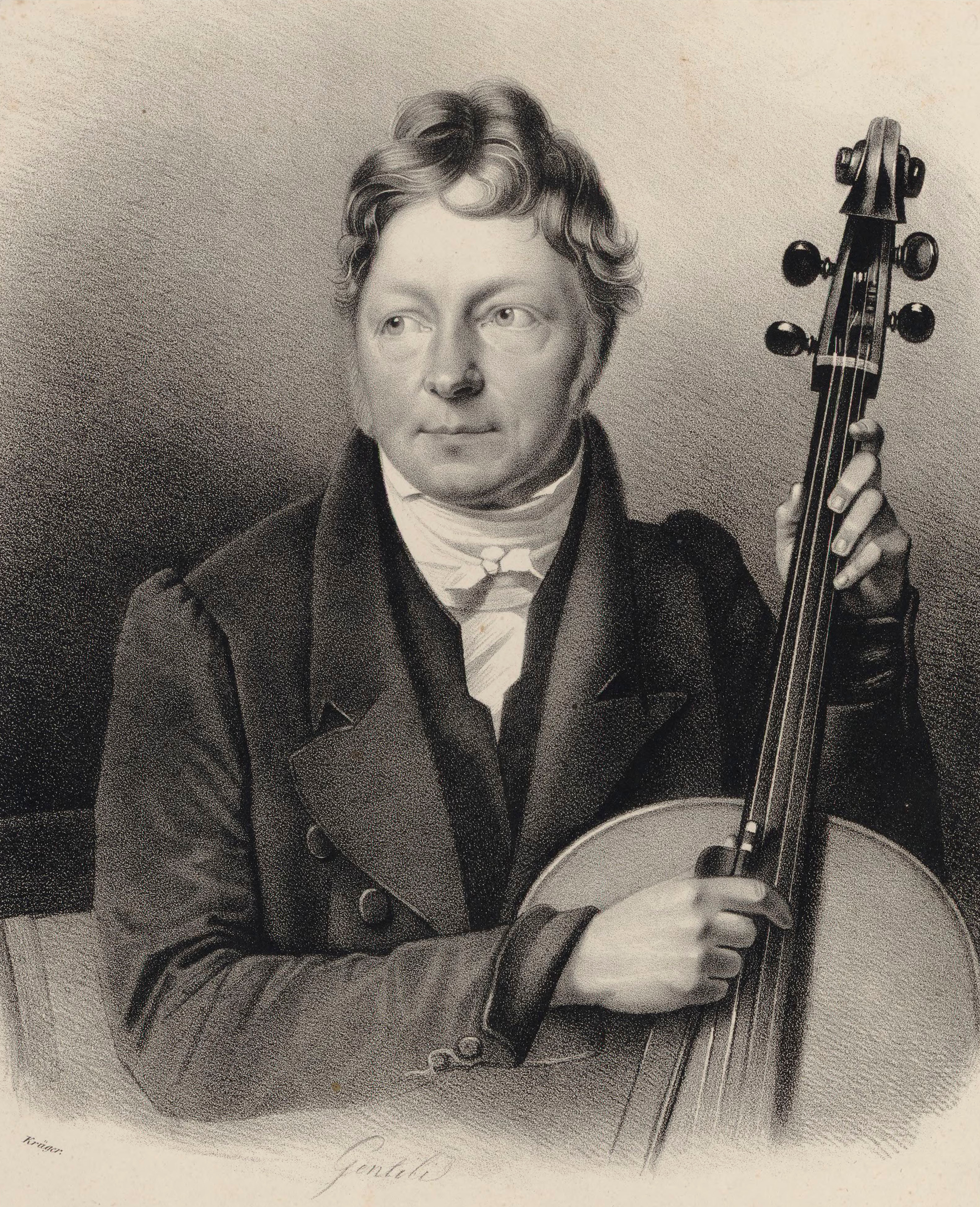
Bernhard Heinrich Romberg

Bernhard Heinrich Romberg (Dinklage, 11 of 12 november 1767 - Hamburg, 13 augustus 1841) was een Duitse cellist en componist.
Bernhard Romberg, zoon van de fagottist Bernhard Anton Romberg, was lid van een familie die vele musici heeft voortgebracht. Wie hem de beginselen van het cellospel heeft bijgebracht is nooit duidelijk geworden. Zijn eerste publieke optreden was op zevenjarige leeftijd. Nadat hij door Europa op tournee was geweest met zijn neef, de violist Andreas Romberg, trad Bernhard Romberg toe tot de Hofkapelle Münster.
Later traden hij en zijn neef Andreas in 1790 toe tot de Kurkölnische Hofkapelle van de keurvorst en aartsbisschop van Keulen in Bonn, gedirigeerd door kapelmeester Andrea Luchesi. Daar ontmoetten ze de jonge Ludwig van Beethoven. Met hem en met Franz Anton Ries speelden ze strijkkwartetten. Volgens een onbevestigd verhaal wilde Beethoven voor Bernhard Romberg een celloconcert componeren, maar die zou het hebben afgewezen, "omdat hij alleen eigen composities speelde".

## Belangrijkste werken
- minstens vier celloconcerten, waarvan bekend zijn nr. 2 op. 3 in D-majeur en nr. 4 op. 7 in e-mineur
- sonates voor harp en cello, op. 5
- drie duo's voor cello's, op. 9
- strijkkwartet nr. 4 op. 12
- fluitconcert op. 17 in b-mineur (ook gepubliceerd als op. 30)
- ouverture van de opera Ulysse et Circe ... op. 26
- twee duo's voor cello's op. 36
- concertino in e-mineur, op. 38
- sonate in G voor cello en piano, op. 38 nr. 2
- drie sonates voor cello en piano, op. 5 in E, F en Bes
- drie sonates voor twee cello's op. 43
- Concertino in A voor twee cello's en orkest, op. 72
- Grande fantaisie pour le violoncelle avec accompagnement de quatour ou de piano composée par Bernhard Romberg, op. 70.